# 분당내곡로
분당내곡로(盆唐內谷路)는 성남시 분당구 백현동의 수내사거리와 서울특별시 강남구 개포동의 구룡터널을 잇는 12.3 km의 도로로 전 구간이 자동차 전용도로이다.
1994년에 개통하였으며, 2008년 8월 31일에는 판교신도시 개발에 따라 계획된 분당구 백현동 백현마을에서 삼평동 봇들마을 풍성신미주 아파트 앞까지 광장지하차도가 개통되어 기존 분당내곡도시고속화도로는 지하화, 그 위로 광장로가 신설되었다. 기준 분당내곡도시고속화도로가 지하화된 구간 위 광장로에서는 시내 도로와 마찬가지로 보행자와 자전거의 통행이 가능, 판교신도시의 중심 상업지구를 통과하고 판교로, 서현로, 세계로, 대왕판교로644번길, 대왕판교로606번길과 교차한다.

## 역사
- 1995년 2월 14일 : 분당 ~ 내곡 도시고속도로(성남시 분당구 백현동 ~ 수정구 상적동) 7.94km 구간을 자동차 전용도로로 지정[3]
- 1997년: 구룡터널 개통
- 1997년 5월 26일 : 포이 ~ 내곡 도시고속도로(강남구 포이동 개포지하차도 ~ 서초구 신원동 성남시계) 4.35 km 구간을 자동차 전용도로로 지정[4]
- 2021년 11월 23일: 분당내곡로의 도로구간을 서울특별시 강남구 구룡터널 교차로로 연장[5]

## 경유지
경기도
- 성남시 (분당구 - 수정구)

서울특별시
- 서초구 - 강남구

## 노선
- 시설물
  - IC : 나들목(Interchange)
  - IS : 평면 교차로(Intersection)
  - BR : 교량(Bridge)
  - TN : 터널(Tunnel)

| 종류          | 이름            | 접속 노선                                     | 소재지                   | 소재지                         | 비고                              |
| 수내로와 직결 | 수내로와 직결   | 수내로와 직결                                 | 수내로와 직결            | 수내로와 직결                  | 수내로와 직결                     |
| ------------- | --------------- | --------------------------------------------- | ------------------------ | ------------------------------ | --------------------------------- |
| IS            | 수내사거리      | 분당수서로                                    | 성남시                   | 분당구                         |                                   |
| IS            | 백현사거리      | 동판교로                                      | 성남시                   | 분당구                         | 광장지하차도 구간                 |
| IS            | 느티나무사거리  | 국가지원지방도 제57호선 (서현로)              | 성남시                   | 분당구                         | 광장지하차도 구간 구 광장로사거리 |
| IS            | (명칭 미상)     | 판교역로146번길                               | 성남시                   | 분당구                         | 광장지하차도 구간                 |
| IS            | 판교역사거리    | 대왕판교로606번길                             | 성남시                   | 분당구                         | 광장지하차도 구간                 |
| IS            | 봇들교사거리    | 판교역로192번길 동판교로177번길               | 성남시                   | 분당구                         | 광장지하차도 구간                 |
| IS            | 삼평사거리      | 대왕판교로644번길                             | 성남시                   | 분당구                         | 광장지하차도 구간                 |
| IS            | 봇들사거리      | 판교로                                        | 성남시                   | 분당구                         | 광장지하차도 구간                 |
| TN            | 사송지하차도    |                                               | 성남시                   | 분당구                         |                                   |
| TN            | 사송지하차도    | 수정구                                        | 성남시                   |                                |                                   |
| TN            | 송현지하차도    |                                               | 성남시                   |                                |                                   |
| IC            | 동판교 나들목   | 110호선 제2경인고속도로                       | 성남시                   |                                |                                   |
| IS            | 시흥사거리      | 국가지원지방도 제23호선 (대왕판교로) 여수대로 | 성남시                   | 시흥지하차도 구간              |                                   |
| BR            | 상적교          |                                               | 성남시                   |                                |                                   |
| TN            | 내곡터널        |                                               | 성남시                   | 연장 1,059m                    |                                   |
| TN            | 내곡터널        | 서울특별시                                    | 서초구                   | 연장 1,059m                    |                                   |
| IC            | 내곡 나들목     | 서울특별시                                    | 서초구                   | 서울특별시도 제41호선 (헌릉로) |                                   |
| TN            | 구룡터널        | 서울특별시                                    | 서초구                   |                                | 연장 1,180m                       |
| TN            | 구룡터널        | 서울특별시                                    | 강남구                   |                                | 연장 1,180m                       |
| IS            | 구룡터널 교차로 | 서울특별시                                    | 국도 제47호선 (양재대로) | 개포지하차도 구간              |                                   |
| 언주로 직결   |                 |                                               |                          |                                |                                   |

## 같이 보기
- 언주로
- 분당수서로